# Baseball-Weltmeisterschaft der Frauen 2010
Die Baseball-Weltmeisterschaft der Frauen 2010 war die vierte Auflage dieses Baseball-Wettbewerbs für Frauen und fand vom 12. bis zum 22. August 2010 in Caracas statt. Nach einem Zwischenfall am zweiten Tag bei dem eine Spielerin aus Hongkong angeschossen wurde, wurden sämtliche Spiele nach Maracay verlegt. Die Mannschaft aus Hong Kong zog sich aus dem Turnier zurück. (siehe auch: Teilnehmer Hongkong). Am Turnier nahmen insgesamt elf Mannschaften teil.
Die Eröffnungsfeier fand am 12. August 2010 um 18:30 Uhr im Estadio José A. Casanova in Caracas statt.
Den Titel holte sich die Mannschaft aus Japan und konnten damit den Titel aus dem Vorjahr verteidigen.

## Teilnehmer
nach Kontinenten (in Klammer Anzahl der Teilnahmen)
| 1 aus Europa                  | Niederlande (1) |                       |                        |
| 4 aus Nord- und Mittelamerika | Kanada (4)      | Kuba (2)              | Vereinigte Staaten (4) |
|                               | Puerto Rico (1) |                       |                        |
| 1 aus Südamerika              | Venezuela (1)   |                       |                        |
| 0 aus Afrika                  |                 |                       |                        |
| 4 aus Asien                   | Japan (4)       | Chinesisch Taipeh (4) | Hongkong (3)           |
|                               | Südkorea (2)    |                       |                        |
| 1 aus Ozeanien                | Australien (4)  |                       |                        |

## Schiedsrichter
Die Schiedsrichter kamen zum größten Teil aus Venezuela, bis auf die Niederlande und Japan hatte jedoch jede teilnehmende Nation einen Schiedsrichter nach Caracas entsandt.
| 0 aus Europa                  |                   |                   |                |
| 3 aus Nord- und Mittelamerika | Janet Moreno      | Kathrin Sargeant  | Kelly Hunter   |
| 14 aus Südamerika             | Maite Bullones    | Pedro Carmona     | Jorge Díaz     |
|                               | Romer Díaz        | Amelia Flamelich  | Ramón Flores   |
|                               | Danny Franco      | César Linares     | Gustavo Pineda |
|                               | Rodolfo Rodríguez | Zaiya Silva       | Lideana Soto   |
|                               | Rafael Torres     | Arquímedes Torres |                |
| 0 aus Afrika                  |                   |                   |                |
| 3 aus Asien                   | Liu Po Chun       | Wang Lin Kwan     | H. Myung Sun   |
| 1 aus Ozeanien                | Paul Latta        |                   |                |

## Vorrunde
Die drei besten Mannschaften jeder Gruppe qualifizierten sich für die Gruppe C der Zwischenrunde, die weiteren Teams für Gruppe D.

### Gruppe A

#### Tabelle
| Pl. |                     | S | N | Pzt.  |
| 1.  | Venezuela           | 4 | 0 | 1.000 |
| 2.  | Kanada              | 3 | 1 | 0.750 |
| 3.  | Australien          | 2 | 2 | 0.500 |
| 4.  | Chinesisch Taipeh 1 | 1 | 3 | 0.250 |
| 5.  | Niederlande         | 0 | 4 | 0.000 |
| 6.  | Hongkong 2          | 0 | 0 | 0.000 |

(Endstand)

1 Das Resultat des Spieles Chinesisches Taipeh gegen Hongkong wurde aus der Wertung genommen, da das Team aus Hongkong sich zurückzog.

2 Hongkong zog sich nach einem Zwischenfall, bei dem eine Spielerin verletzt wurde, aus dem Turnier zurück.

#### Ergebnisse
| Datum        | Zeit  | Stadion                                | Begegnung         | Begegnung | Begegnung         | Ergebnis   |
| ------------ | ----- | -------------------------------------- | ----------------- | --------- | ----------------- | ---------- |
| 12. August   | 10:00 | Estadio Cesar Nieves, Vargas           | Chinesisch Taipeh | –         | Hongkong          | 17:1 (5) 1 |
| 12. August   | 14:00 | Estadio Cesar Nieves, Vargas           | Australien        | –         | Kanada            | 1:6        |
| 12. August   | 19:30 | Estadio José A. Casanova, Caracas      | Niederlande       | –         | Venezuela         | 4:20 (5)   |
| 13. August   | 10:00 | Estadio José A. Casanova, Caracas      | Kanada            | –         | Chinesisch Taipeh | 7:6        |
| 13. August   | 14:30 | Estadio José A. Casanova, Caracas      | Hongkong          | –         | Niederlande       | 9:12 (3) 2 |
| 14. August   | 10:00 | Estadio José A. Casanova, Caracas      | Kanada            | –         | Hongkong          | – 3        |
| 15. August   | 10:00 | Estadio José A. Casanova, Caracas      | Hongkong          | –         | Australien        | – 3        |
| 15. August 4 | 15:00 | Estadio José Perez Colmenares, Maracay | Australien        | –         | Niederlande       | 16:3 (5)   |
| 15. August 4 | 19:00 | Estadio José Perez Colmenares, Maracay | Chinesisch Taipeh | –         | Venezuela         | 3:5        |
| 16. August   | 10:00 | Estadio Aviación, Maracay              | Kanada            | –         | Niederlande       | 12:1 (5)   |
| 16. August   | 14:00 | Estadio Aviación, Maracay              | Chinesisch Taipeh | –         | Australien        | 0:4        |
| 16. August 5 | 18:00 | Estadio Aviación, Maracay              | Niederlande       | –         | Chinesisch Taipeh | 0:11       |
| 16. August   | 18:00 | Estadio José A. Casanova, Caracas      | Venezuela         | –         | Hongkong          | – 3        |
| 16. August 5 | 19:00 | Estadio José Perez Colmenares, Maracay | Venezuela         | –         | Kanada            | 3:2 (8)    |
| 17. August 6 | 19:00 | Estadio José Perez Colmenares, Maracay | Venezuela         | –         | Australien        | 8:1        |

1 Das Resultat des Spieles Chinesisches Taipeh gegen Hongkong wurde aus der Wertung genommen, da das Team aus Hongkong sich zurückzog.

2 Das Spiel Hongkong gegen die Niederlande wurde nach dem dritten Inning abgebrochen. Hongkong zog sich anschließend zurück.

3 Spiel nicht durchgeführt.

4 Spiel vom 14. August auf den 15. August verschoben.

5 Spiel vom 15. August auf den 16. August verschoben.

6 Spiel vom 14. August auf den 17. August verschoben.

### Gruppe B

#### Tabelle
| Pl. |                    | S | N | Pzt.  |
| 1.  | Japan              | 4 | 0 | 1.000 |
| 2.  | Vereinigte Staaten | 3 | 1 | 0.750 |
| 3.  | Kuba               | 2 | 2 | 0.500 |
| 4.  | Puerto Rico        | 1 | 3 | 0.250 |
| 5.  | Südkorea           | 0 | 4 | 0.000 |

(Endstand)

#### Ergebnisse
| Datum        | Zeit  | Stadion                                | Begegnung          | Begegnung | Begegnung          | Ergebnis |
| ------------ | ----- | -------------------------------------- | ------------------ | --------- | ------------------ | -------- |
| 12. August   | 10:00 | Estadio Aviación, Maracay              | Kuba               | –         | Südkorea           | 21:9 (6) |
| 12. August   | 10:00 | Estadio José Perez Colmenares, Maracay | Japan              | –         | Vereinigte Staaten | 5:1      |
| 13. August   | 14:00 | Estadio José Perez Colmenares, Maracay | Japan              | –         | Kuba               | 3:1      |
| 15. August 1 | 10:00 | Estadio José Perez Colmenares, Maracay | Kuba               | –         | Puerto Rico        | 12:1 (5) |
| 15. August 1 | 10:00 | Estadio Aviación, Maracay              | Vereinigte Staaten | –         | Südkorea           | 21:0 (5) |
| 15. August   | 14:00 | Estadio Aviación, Maracay              | Südkorea           | –         | Japan              | 0:14 (5) |
| 15. August 2 | 18:00 | Estadio Aviación, Maracay              | Vereinigte Staaten | –         | Kuba               | 5:0      |
| 16. August 3 | 10:00 | Estadio José Perez Colmenares, Maracay | Südkorea           | –         | Puerto Rico        | 0:10 (5) |
| 16. August 4 | 15:00 | Estadio José Perez Colmenares, Maracay | Puerto Rico        | –         | Vereinigte Staaten | 0:9      |
| 17. August 5 | 14:00 | Estadio José Perez Colmenares, Maracay | Puerto Rico        | –         | Japan              | 0:10 (6) |

1 Spiel vom 14. August auf den 15. August verschoben.

2 Spiel vom 16. August auf den 15. August vorverlegt.

3 Spiel vom 13. August auf den 16. August verschoben.

4 Spiel vom 15. August auf den 16. August verschoben.

5 Spiel vom 16. August auf den 17. August verschoben.

## Zwischenrunde
Die vier best platzierten Mannschaften der Gruppe C qualifizieren sich für die Halbfinals, die Plätze 5 und 6 spielen im Spiel um Platz 5 gegeneinander.
In Gruppe D werden die Plätze für die Spiele um Platz 7 und 9 erspielt.
Die Ergebnisse gegen die Mannschaften aus den Vorrunden-Gruppen werden in die Zwischenrunde mitgenommen. Bei Punktgleichheit entscheidet die Direktbegegnung.

### Gruppe C

#### Tabelle
| Pl. |                    | S | N | Pzt.  |
| 1.  | Japan              | 4 | 1 | 0.800 |
| 2.  | Venezuela          | 4 | 1 | 0.800 |
| 3.  | Australien         | 3 | 2 | 0.600 |
| 4.  | Vereinigte Staaten | 2 | 3 | 0.400 |
| 5.  | Kanada             | 2 | 3 | 0.400 |
| 6.  | Kuba               | 0 | 5 | 0.000 |

(Endstand)

#### Ergebnisse
| Datum      | Zeit  | Stadion                                | Begegnung          | Begegnung | Begegnung          | Ergebnis |
| ---------- | ----- | -------------------------------------- | ------------------ | --------- | ------------------ | -------- |
| 18. August | 10:00 | Estadio José Perez Colmenares, Maracay | Vereinigte Staaten | –         | Kanada             | 10:1     |
| 18. August | 15:00 | Estadio José Perez Colmenares, Maracay | Australien         | –         | Japan              | 10:9     |
| 18. August | 19:00 | Estadio José Perez Colmenares, Maracay | Kuba               | –         | Venezuela          | 3:4      |
| 19. August | 10:00 | Estadio José Perez Colmenares, Maracay | Kuba               | –         | Australien         | 2:6      |
| 19. August | 15:00 | Estadio José Perez Colmenares, Maracay | Kanada             | –         | Japan              | 2:6      |
| 19. August | 19:00 | Estadio José Perez Colmenares, Maracay | Vereinigte Staaten | –         | Venezuela          | 6:7      |
| 20. August | 10:00 | Estadio José Perez Colmenares, Maracay | Kuba               | –         | Kanada             | 9:10     |
| 20. August | 15:00 | Estadio José Perez Colmenares, Maracay | Australien         | –         | Vereinigte Staaten | 19:6 (6) |
| 20. August | 19:00 | Estadio José Perez Colmenares, Maracay | Venezuela          | –         | Japan              | 0:10 (5) |

### Gruppe D

#### Tabelle
| Pl. |                   | S | N | Pzt.  |
| 1.  | Chinesisch Taipeh | 3 | 0 | 1.000 |
| 2.  | Puerto Rico       | 2 | 1 | 0.667 |
| 3.  | Südkorea          | 1 | 2 | 0.333 |
| 4.  | Niederlande       | 0 | 3 | 0.000 |

(Endstand)

#### Ergebnisse
| Datum      | Zeit  | Stadion                   | Begegnung         | Begegnung | Begegnung         | Ergebnis |
| ---------- | ----- | ------------------------- | ----------------- | --------- | ----------------- | -------- |
| 19. August | 10:00 | Estadio Aviación, Maracay | Südkorea          | –         | Chinesisch Taipeh | 2:12 (6) |
| 19. August | 14:00 | Estadio Aviación, Maracay | Niederlande       | –         | Puerto Rico       | 1:11 (5) |
| 20. August | 10:00 | Estadio Aviación, Maracay | Chinesisch Taipeh | –         | Puerto Rico       | 16:1 (5) |
| 20. August | 14:00 | Estadio Aviación, Maracay | Niederlande       | –         | Südkorea          | 5:15 (6) |

## Finalrunde

### Spiel um Platz 9
| Datum      | Zeit  | Stadion                   | Begegnung   | Begegnung | Begegnung | Ergebnis |
| ---------- | ----- | ------------------------- | ----------- | --------- | --------- | -------- |
| 21. August | 10:00 | Estadio Aviación, Maracay | Niederlande | –         | Südkorea  | 4:11     |

### Spiel um Platz 7
| Datum      | Zeit  | Stadion                   | Begegnung   | Begegnung | Begegnung         | Ergebnis |
| ---------- | ----- | ------------------------- | ----------- | --------- | ----------------- | -------- |
| 21. August | 14:00 | Estadio Aviación, Maracay | Puerto Rico | –         | Chinesisch Taipeh | 3:4      |

### Spiel um Platz 5
| Datum      | Zeit  | Stadion                                | Begegnung | Begegnung | Begegnung | Ergebnis |
| ---------- | ----- | -------------------------------------- | --------- | --------- | --------- | -------- |
| 21. August | 10:00 | Estadio José Perez Colmenares, Maracay | Kuba      | –         | Kanada    | 1:5 (5)  |

### Halbfinale
| Datum      | Zeit  | Stadion                                | Begegnung          | Begegnung | Begegnung | Ergebnis |
| ---------- | ----- | -------------------------------------- | ------------------ | --------- | --------- | -------- |
| 21. August | 14:00 | Estadio José Perez Colmenares, Maracay | Vereinigte Staaten | –         | Japan     | 1:6      |
| 21. August | 15:00 | Estadio José Perez Colmenares, Maracay | Australien         | –         | Venezuela | 12:2     |

### Spiel um Platz 3
| Datum      | Zeit  | Stadion                                | Begegnung | Begegnung | Begegnung          | Ergebnis |
| ---------- | ----- | -------------------------------------- | --------- | --------- | ------------------ | -------- |
| 22. August | 10:00 | Estadio José Perez Colmenares, Maracay | Venezuela | –         | Vereinigte Staaten | 5:15 (6) |

### Finale
| Datum      | Zeit  | Stadion                                | Begegnung  | Begegnung | Begegnung | Ergebnis |
| ---------- | ----- | -------------------------------------- | ---------- | --------- | --------- | -------- |
| 22. August | 15:00 | Estadio José Perez Colmenares, Maracay | Australien | –         | Japan     | 3:13 (5) |

## Auszeichnungen
Im Rahmen der Schlussfeier wurden bekannt gegeben welche Spielerinnen ins All Star Team gewählt wurden und wer die Turnierauszeichnungen gewonnen hat.
| Position          | Spielerin          |
| ----------------- | ------------------ |
| Starting Pitcher  | Ayami Sato         |
| Relief Pitcher    | Laura Neads        |
| Catcher           | Tomomi Nishi       |
| First Base        | Kate Psota         |
| Second Base       | Lelis Gomez        |
| Third Base        | Christina Kreppold |
| Short Stop        | Jena Marston       |
| Outfield          | Akiko Shimura      |
| Outfield          | Tamara Holmes      |
| Outfield          | Leonel Reyes       |
| Designated Hitter | Kim McMillan       |

| Auszeichnung                       | Spielerin       |
| ---------------------------------- | --------------- |
| MVP                                | Ayako Rokkaku   |
| Bester Hitter                      | Ayako Rokkaku   |
| Bester erreichter Laufdurchschnitt | Kasumi Noguchi  |
| Bestes Win/Loss Verhältnis         | Ayami Sato      |
| Meisten geschlagene Runs           | Katie Gaynor    |
| Meiste Home Runs                   | Tamara Holmes   |
| Meiste gestohlene Bases            | Dayana Bautista |
| Meiste Runs erzielt                | Clarisa Navarro |
| Herausragende Defensiv-Spielerin   | Tara Herbert    |